# Honfoglaló (kvízműsor)
A Honfoglaló a Duna egyik vetélkedője. 2017. december 25-én indult, alapjául az azonos című internetes kvízjáték szolgált. Műsorvezetője Szente Vajk.

## A játék menete a műsor indulásakor
A játék alapja a 19 megyére osztott Magyarország-térkép, melyen a versenyzők elfoglalják, megszerzik, megtartják, vagy épp elveszítik területeiket úgy, hogy a feltett kérdésekre adott válaszaikkal adnak számot tudásukról és merészségükről. Aki a legtöbbet tudja, aki a legbátrabban tippel, az foglalja el a legtöbb területet, így ő nyeri, nyerheti a legtöbb pénzt is.
A játék bajnokságként kerül megrendezésre. Minden napi adásban egy partira kerül sor, a parti nyertese a napi bajnok. Egy adáshéten így 5 napi bajnok születik, három hét elteltével 15 napi bajnok számára következik a bajnokok hete, amely kiemelt nyereményekkel kecsegtet – következésképpen teljesítése nehezebb. A bajnokok hetén eldől, hogy ki a hónap bajnoka.
Az alapjátékokban a nap bajnoka végső pontszámának százszorosát viheti haza forintban (néhány százezer forint), a második helyezettnél a szorzó már csak tíz (néhány tízezer forint), míg a napi játék vesztese csak a pontszámának megfelelő összeget kaphatja (néhány ezer forint). A bajnokok hetén azonban már ezres szorzóval, milliókért folyik a küzdelem, és a nagyok játékában a második és a harmadik helyen végző játékos üres kézzel távozik.
A játékosok kétféle feladványtípussal mérik össze tudásukat: feleletválasztós, illetve tippelős kérdésekkel. A kérdések az általános tudásra, műveltségre, tájékozottságra épülnek, többségében magyar tematikával.
A feleletválasztósoknál a kérdéshez 4 válaszopció tartozik, a kérdés elhangzása után 12 másodperc áll a játékosok rendelkezésére a válasz kiválasztásához. Nem számít a gyorsaság, csak az, hogy 12 másodpercen belül kerüljön megjelölésre a válasz. Idő előtt vagy időn túl a válasz érvénytelen.
A tippelős kérdéseknél nincs feleletválasztási lehetőség, minden kérdés megválaszolására annak felolvasása után maximum 12 másodperc áll rendelkezésre, de a lényeg a gyorsaság: aki a leggyorsabban adja meg a helyes választ és/vagy a legközelebb jár a helyes megfejtéshez, tehát a legkisebb eltéréssel válaszol, azé a pont. A válasz értelemszerűen mindig egy szám. Idő előtt vagy időn túl a válasz érvénytelen.

### Várfoglalás
A térképen három várterület véletlenszerűen került kiválasztásra, ezen megyék mindegyikén felépült egy-egy vár felségjelzés nélkül. Egyetlen tippelős kérdéssel dőlt el, hogy a játékosok milyen sorrendben választhattak várat a három közül. A legjobb tippelő választott elsőnek, a második már csak két vár között dönthetett, míg a leggyengébben/leglassabban tippelő játékosé lett a maradék. Ez alapvetően befolyásolhatta a stratégiát, a központi terület/vár 1000 pontot ért mindenki számára.
Mivel a játékosok már saját színük szerint álltak a stúdióban (tudjuk, ki volt a kék, ki volt a zöld, illetve ki volt a piros), az általuk elfoglalásra kerülő várak felvették a játékosok színeit, és a továbbiakban elfoglalásra/hódításra került területeik is ezt a színt vették fel a térképen.

### Területfoglalás
Egy 6 kérdéses sorozatban került felosztásra a maradék 16 megye. Minden kérdés tippelős volt, és minden alkalommal a legjobb tippelő 2 területet választhatott, a második 1-et, a harmadik nem kapott semmit. A játékosok minden elfoglalt területért 200 pontot kaptak fejenként. Mindig csak saját birodalommal szomszédos terület volt elfoglalható! (Ha elfogytak a szomszédos területek, szabad volt a gazda.)
Az utolsó terület különös jelentőséggel bírt, hiszen itt össze kellett csapni egyetlen megyéért. Érdemes volt annak is gyorsan tippelni, aki esetleg lemaradt a területfoglalás során, mert a 19. szabad megye megszerzésével 300 pontot lehetett gyűjteni.

### Hódítás
A játéknak ettől a pillanatától kezdve minden játékos célja az volt, hogy elhódítson területeket a többi játékostól, és ezzel elvegye az azokért járó pontokat is. Ebben a fázisban 4 kör zajlott, mindegyikben három párbaj során három feleletválasztós kérdés hangzott el, és mindegyik játékosnak módjában állt minden körben támadást kezdeményezni.
Innentől kezdve valamennyi játékos rendelkezésére állt egy meghatározott számú segítségkészlet, amelyből bármelyik támadásnál csak egy szabadon választott eszköz volt igénybe vehető, és mindegyik csak egyszer a játék során.
A négy segítségtípus:
- témakörválasztás: a kihívó 10 előre megadott témakörből választhatott, hogy melyikből kéri a soron következő támadás kérdéseit, a feleletválasztósat és a tippelőset is;
- időkorlát: időbeli hátráltatás, így az ellenfélnek fele annyi gondolkodási ideje volt feleletválasztós és a tippelős kérdésnél is, tehát mindössze maximum 6 másodperc;
- csak tipp: feleletválasztós kérdés kihagyása;
- ágyúgolyó: a vártámadás folytatása (csak a 4. körben; ára 400 pont).

A segítség kiválasztásáról és felhasználásáról mindenki csak akkor dönthetett, amikor kihívó pozícióba került. A segítségek beosztása ezen szabályok mentén a játékosok számára tetszőleges volt.
A támadás elején a kihívó megnevezte kihívandó ellenfelét, melytől el akart szerezni egy területet. Egyidejűleg esetleges segítség felhasználásáról is nyilatkozhatott. Aki eltalálta a feleletválasztós kérdésre a helyes választ, az nyert, amennyiben mindkét játékos a helyes választ jelölte meg, akkor egy tippelős kérdés döntötte el a párbajt közöttük. Utóbbiban az nyert, aki vagy eltalálta a pontos választ, vagy közelebb járt a helyes válaszhoz – a gyorsaság csak akkor számított, ha pontosan ugyanazt a választ adta a párbaj mindkét résztvevője/ugyanannyi távolságra voltak a helyes választól. Ha senki sem válaszolt jól a feltett alapkérdésre, akkor senki nem nyert pontot, és a játék ment tovább a következő párbajjal.
Ha a támadó játékos sikerrel járt, azaz a kihívott játékos elveszíti a párbajt, akkor a támadó játékos 400 pontot szerzett, a vesztestől pedig a terület elfoglalásakor érvényes értéke került levonásra. A kiszemelt terület gazdát cserélt. Amennyiben a megtámadott játékos válaszolt jól, vagyis megvédi saját területét, akkor azért 100 ponttal gyarapodott.
A területek értéke a hódítás során megváltozott: a harc nélkül szerzett 200 pontos alapértékek megduplázódhattak menet közben, aki elveszített egy területet, mindig a terület előző pontértékével lett kevesebbje. (Egy terület 200, 300 vagy 400 pontos lehetett, a várral rendelkező pedig maradt 1000 pontos.)
A hódítás első körében a játékosok csak a birtokukban lévő területekkel szomszédos területeket támadhattak meg. A kihívás sorrendje: piros játékos, kék játékos, zöld játékos.
A második körben már bármely területet meg lehetett támadni, kivéve a kihívott 3 tornyú várral rendelkező megyéjét. Egyebekben ennek a körnek a szabályai és pontozása megfelelt az első kör szabályainak. A kihívás sorrendje: kék játékos, zöld játékos, piros játékos.
A harmadik körben már várat is lehetett támadni, de csak akkor, ha az a kihívóéval szomszédos területen állt az. A kihívás sorrendje: zöld játékos, piros játékos, kék játékos.
Vár támadásakor minimum 3 kérdésre kellett egymás után sikeresen válaszolnia a kihívónak, így tudta egyenként ledönteni a vártornyokat. Minden torony megtámadásához egyenként volt igénybe vehető segítség (ha volt), mivel ezek külön támadásoknak minősültek. A kérdések éppúgy feleletválasztósak, illetve döntetlen esetén tippelősek voltak, mint eddig is a csata folyamán. Ha a támadó ledöntötte ellenfele mindhárom tornyát, akkor nemcsak a bázisterületet nyerte meg, hanem egyszersmind elfoglalta a kihívott minden területét, elnyerve annak összes pontját – és ezzel kizárva ellenfelét a további játékból. Ebben az esetben az utolsó hódítási körök két-két párbajjal folytatódtak.
A negyedik körre ugyanezek a szabályok voltak érvényesek, azzal a különbséggel, hogy ezúttal akkor is támadható az ellenfél vára, ha az nem a támadóéval szomszédos területen állt. (A pontozási szabályok ugyanazok voltak, mint korábban.)
A kihívás sorrendje itt nem volt meghatározott: az eredmények sorrendjében történt, tehát mindhárom játékos úgy került kihívó szerepbe, amilyen volt a helyezése a 4. hódítási kör megkezdése előtt. Pontegyenlőség esetén az eredeti várfoglalás sorrendje döntött – vagyis itt ismét stratégiai előnyhöz juthatott, aki a legjobban helyezkedhetett jó tippje okán a játék kezdetén.
Kizárólag ebben a körben vártámadáshoz extra segítségként volt vásárolható ágyúgolyó: ha a támadó sikertelen volt, és elbukott az egyik vártoronynál, 400 pontért újabb lehetőséget vásárolhatott a vár bevételének folytatására. Csak 1 darab ágyúgolyót vásárolhatott egy játékos a támadáshoz! Kizárólag az ágyúgolyó opció volt összevonható egy kincstári segítséggel, ha az még rendelkezésre állt.
A játék nyertese az volt, aki a játék végére a legtöbb pontot gyűjtötte – akár úgy, hogy kiejtette ellenfelét vagy ellenfeleit, akár úgy, hogy jó védekezéssel a legtöbb jó választ adta. A parti végén az összegyűjtött pontokat pénznyereménnyé váltották át: az első helyezett végső pontszámának százszorosát, a második pontszámának tízszeresét, a harmadik pedig pontszáma értékét kapta meg forintban.
Ha a játék végén két játékosnak (vagy akár mindháromnak) ugyanannyi pontja gyűlt össze, akkor a végeredményt egy végső tippelős kérdéssel (szétlövés) döntötték el: ennek során a leggyorsabban jól válaszoló és/vagy a helyes válaszhoz legközelebb tippelő nyert, újabb 50 pontot gyűjtve addigi nyereményéhez, a második pedig 25 pontot kapott – az esetleges harmadik nem kapott pontot.

### A bajnokok hete
A bajnokok játékában nehezítések, kiemelt nyeremények biztosították a fordulatokat. Így a legjobbak már csak kockáztatással, erős stratégiával, bátorsággal és igazán nagy tudással csatározhattak egymással, egymáshoz méltóan.
1. Az alapjátékkal ellentétben a Bajnokok Hetén minden játszmában csakis a győztes távozhatott pénznyereménnyel, méghozzá összegyűjtött pontszámának ezerszeresének megfelelő összeggel, vagyis több millió forinttal.
2. Az alapjátékban ismert segítségek itt nem álltak a játékosok rendelkezésére, csak ágyúgolyót vásárolhattak. Egyetlen esély volt arra, hogy valaki mentőövet szerezzen, ha eredeti játékában nem használta el őket. Tehát ez az egyetlen taktikai elem, amivel már az első játékban készülhettek a játékosok egy bajnoki rangadóra, mivel a megmaradt segítségek áthozhatók. Érdemes volt kezdettől fogva mérlegelni, hogy valaki tartalékol-e egy bizonytalan győzelemmel megszerezhető újabb esélyre, vagy maximálisan kijátssza a lehetőségeit az első játékban.
3. Természetesen nehezebbek voltak maguk a feladványok is.

## Szabályváltozások

### 2018. március
2018. március 26-tól a játék szabályai részben megváltoztak.
A játék korai szakaszában (az 1. hódítási körtől) is lehetségessé vált a vártámadás. A vártámadás elleni sikeres védekezésért 200 pontos bónuszt lehetett kapni.
A válaszadási idő 12 másodpercről 10 másodpercre rövidült. (Értelemszerűen időkorlát esetén 6 helyett 5 másodperc állott rendelkezésre.)
Lehetőség nyílt a torony-visszaépítésre is, a "csak tipp" segítség helyett. Egy torony visszaépítéséhez egy feleletválasztós kérdésre kellett helyesen válaszolni. Ezt addig lehetett ismételni, míg a játékos hibázott, vagy minden tornyát visszaépítette. A visszaépített tornyokért nem járt pont.
A segítségek csak a hódítás 2., vártámadás esetén csak a 3. körétől voltak elérhetőek.
A játékosok nyereményei is megváltoztak. Az Alapjátékban ötszázezer, a Bajnokok Hetén kétmillió, a Szuperbajnokság Selejtezőn ötmillió, az Elődöntőben nyolcmillió, illetve a Döntőben harmincmillió forint volt a győztes nyereménye. A második és harmadik helyezettek nem kaptak jutalmat.
A játékban onnantól fogva a nézők is részt vehettek. Ehhez egy telefonos alkalmazást kellett letölteni, amelyben a játékban megjelenő feleletválasztós kérdésekre lehetett válaszolni. A válaszokat be lehetett küldeni a napi, illetve heti nyereménysorsolásra is.

#### "Szuperrangadó"
A 2018-as labdarúgó-világbajnokság idején tartották a Selejtezőt, amin a Bajnokok Heteinek 27 legjobb játékosa vett részt. 13 adáson keresztül egyenes kiesésben küzdöttek a legjobbak legjobbjai a 30 millió forintos fődíjért. 

## Évadok
| Évad | Évadkezdet         | Évadzáró           | Műsorvezető | Eredeti adó | Adások száma |
| ---- | ------------------ | ------------------ | ----------- | ----------- | ------------ |
| 1.   | 2017. december 25. | 2018. június 29.   | Szente Vajk | Duna        | 126          |
| 2.   | 2018. július 2.    | 2018. december 10. | Szente Vajk | Duna        | 116          |
| 3.   | 2018. december 11. | 2019. június 4.    | Szente Vajk | Duna        | 109          |

## Különkiadások
- 2017. december 25-29. – Hírességek: a műsor bemutatása (résztvevők: Harsányi Levente, Badár Sándor, Nacsa Olivér, Gangl Edina, Baji Balázs, Mikler Roland, Karafiáth Orsolya, Náray Erika, Szulák Andrea, Rátonyi Krisztina, Csőre Gábor, Bősze Ádám, Fehérvári Gábor Alfréd, Wolf Kati, Vecsei H. Miklós)
- 2018. május 27. – Gyereknapi adás gyerekekkel[6]
- 2018. június 29. – Focis különkiadás a 2018-as labdarúgó-világbajnokság alkalmából (résztvevők: Lipcsei Betta, Harsányi Levente, Nacsa Olivér)
- 2018. december 8. – Mikulás – napi adás gyerekekkel